# Gérard de Montaigu der Jüngere

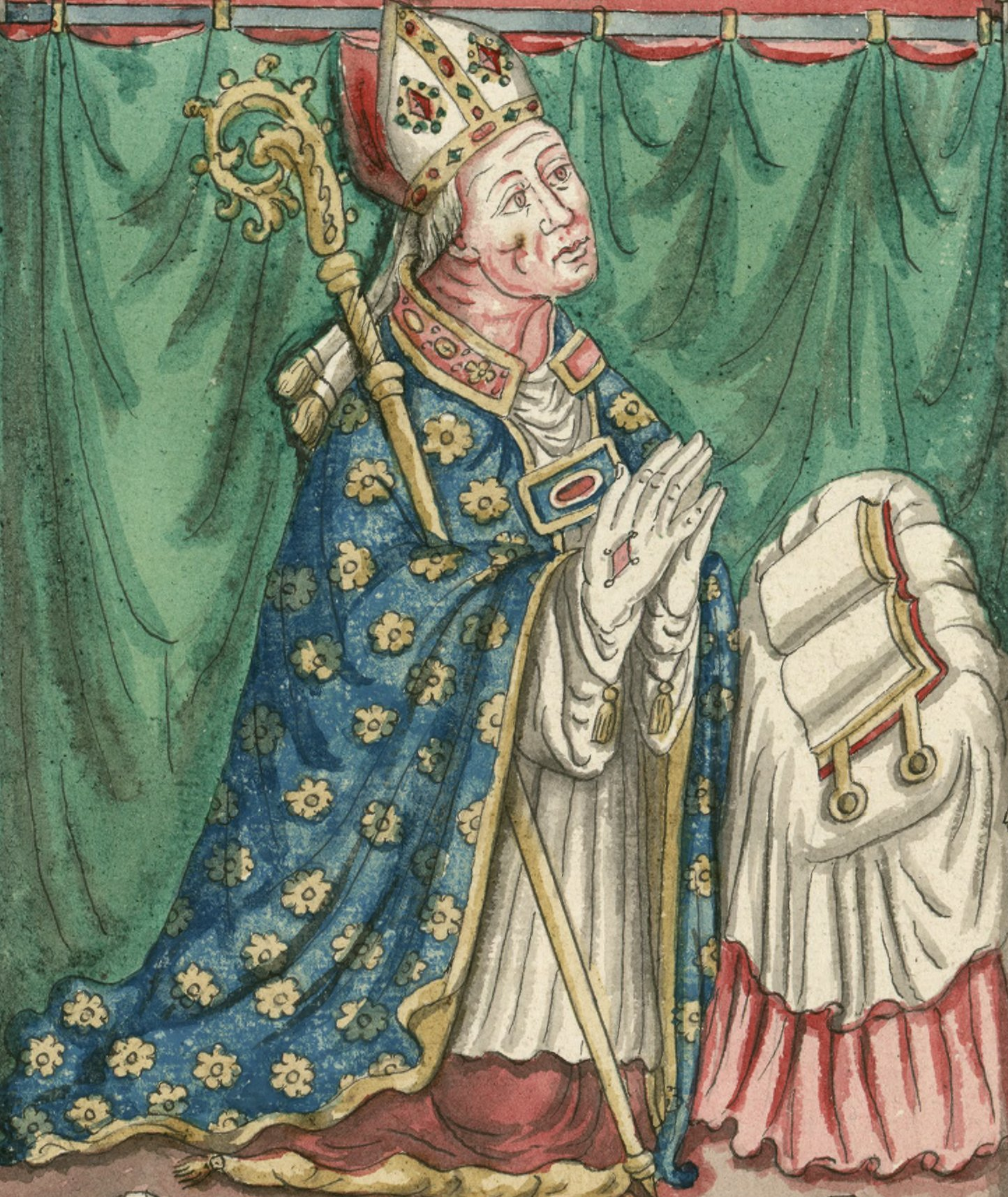
Gérard de Montaigu

Gérard de Montaigu oder Montagu (* vor 1391; † 25. September 1420) war Bischof von Poitiers und Bischof von Paris.
Er war der Sohn von Gérard de Montaigu dem Älteren († 1391), Sekretär Karls V., und der Biette Cassinel, einer Schwester von Ferry Cassinel, Erzbischof von Reims; seine (Halb-)Brüder waren Jean der Montaigu, der Berater der französischen Könige Karl V. und Karl VI. († 1409), und Jean de Montaigu, Bischof von Chartres und Erzbischof von Sens († 1415). 
Er schloss das Studium des Zivilrechts ab, wurde Notar und Sekretär Karls VI. 1391 übernahm er das Amt des Garde des Chartes und damit die Verantwortung für das Staatsarchiv. 1392 wurde er zusätzlich Maître des Comptes, und behielt beide Ämter bis 1403, als er Bischof von Poitiers wurde. 1404 wurde er Kanzler von Herzog Johann von Berry, 1409 Bischof von Paris. 1413 wurde er Erster Präsident der Chambre des comptes (Rechnungshof). Am 24. März 1414 weihte er die noch im Bau befindliche Pariser Kirche St-Jacques-de-la-Boucherie.
Gérard de Montaigu war eine der zentralen Persönlichkeiten der Armagnacs. Nachdem er 1418 von den Bourguignons abgesetzt worden war, zog er sich in die Touraine zurück.
Siehe auch: Bürgerkrieg der Armagnacs und Bourguignons